# El Dorado (tỉnh)
Tỉnh El Dorado (tiếng Tây Ban Nha: Provincia de El Dorado) là một tỉnh thuộc vùng San Martín của Peru. Tỉnh El Dorado có diện tích 1298 kilômét vuông, dân số thời điểm theo điều tra dân số ngày 11 tháng 7 năm 1993 là 23409 người. Tỉnh lỵ đóng ở San José de Sisa.